# Самцевриси (Карельский муниципалитет)
Самцевриси (груз. სამწევრისი) — село в Грузии, на территории Карельского муниципалитета края (мхаре) Шида-Картли.

## География
Село находится в центральной части Грузии, на левом берегу реки Дзамы, на расстоянии приблизительно 2 километров (по прямой) к западо-юго-западу от города Карели, административного центра муниципалитета. Абсолютная высота — 661 метр над уровнем моря.

## Население
По результатам официальной переписи населения 2014 года в Самцевриси проживало 360 человек (169 мужчин и 191 женщина). В национальной структуре населения грузины составляли 99,2 %, греки — 0,6 %, армяне — 0,2 %.
| Год  | Население, человек |
| ---- | ------------------ |
| 2002 | 401                |
| 2014 | ↘ 360              |